# Bródy Vera
Bródy Vera (Budapest, 1924. október 14. – Párizs, Franciaország, 2021. január 5.) Jászai Mari-díjas magyar báb- és díszlettervező.

## Életpályája
Zenei tanulmányokat végzett, majd színi pályára lépett. 1947–1948 között a Művész Színházban volt színésznő. 1948–1951 között Győrött játszott. 1951 óta az Állami Bábszínház bábkészítője és díszlettervezője volt. 1968-ban Párizsba költözött. Bábiskolában tanított.
Jellegzetes, szeretetreméltó bábfigurái azonnal a gyerekek kedvencei lettek. Ő alkotta meg a többek közt a Mazsola bábfigurát, a Fából faragott királyfit, és Misi Mókust is.

## Színházi munkái

### Színészként
A Színházi Adattárban regisztrált bemutatóinak száma: 3.
- Jean Anouilh: Euridike....II. színésznő
- Jean-Pierre Giraudoux: Trójában nem lesz háború....Cselédleány
- Grimm: Hófehérke és a hét törpe....Bezzeg; Huncut

### Bábtervezőként
A Színházi Adattárban regisztrált bemutatóinak száma: 155. (d= az az év dőlt, ahol díszlettervező is)
| - Tersánszky Józsi Jenő: Misi Mókus kalandjai (1952) - G. J. Landau-Andrievics: Masenyka és a medve (1952) - G. J. Landau-Andrievics: Nyúl meg a róka (1952) - Tolsztoj: Répa (1952) - Kovács Gyula: Bohócok közjátéka (1954) - Móra-Pápai: Csalavári Csalavér (1954, 1958, 1967, 1975, 1977) d - Tersánszky Józsi Jenő: Misi Mókus újabb kalandjai (1955) - Andersen: Babvirág (1955) - Andersen: A bűvös tűzszerszám (1955, 1962, 1965, 1980, 1986) - Benedek András: Százszorszép (1956) - Grimm: Hófehérke és a hét törpe (1956, 1958, 1985) d - Takács Irma: Aranyszőrű bárány (1957) - Grimm: Jancsi és Juliska (1957, 1959, 1968) d - Grimm: Hamupipőke (1957) - Szilágyi Dezső: Ezüstfurulya (1957, 1959, 1964, 1978, 1983) d - Petőfi Sándor: János vitéz (1957, 1959, 1967, 1972) - Rejtő-Tardos: A szőke ciklon (1958) - Gozzi: A szarvaskirály (1959) - Gádor Béla: Potyautazás (1959) d - Tolsztoj: Fajankó kalandjai (1959, 1962, 1964, 1974, 1986) d - Róna-G. Dénes-Kardos-Király-Tardos: Biztos siker (1960) - Gernet: Aladdin csodalámpája (1960, 1964, 1984) d - Tóth Eszter: A három kis malac (1961, 1963, 1977, 1984, 1987) d - Grimm: Csipkerózsika (1961) - Tersánszky Józsi Jenő: Misi Mókus vándorúton (1961, 1963, 1974) d - Szperanszkij: Világszépe (1962, 1972, 1979) d - Hegedüs-Kardos: Fehérlófia (1963, 1970, 1980-1981) d - Matvejev: A csodálatos kalucsni (1963, 1977, 1979-1980, 1987) - Arany János: Toldi (1963, 1968, 1981, 1985, 1989, 1991) d - William Shakespeare: Szentivánéji álom (1964, 1973, 1980) - Vladicsina: Foltos és Fülenagy (1965, 1969, 1978, 1982, 1987) d - Tóth Eszter: Piroska és a három kismalac (1965, 1979, 1989, 1994) d | - Pápa Relli: Dani Bogárországban (1965, 1983) d - Urbán Gyula: A kacsalaki rejtély (1966, 1970, 1982) d - Dürrenmatt: Angyal szállt le Babilonban (1967) d - Januszevszka-Tóth: A gyáva kistigris (1967, 1974, 1976, 1980) d - Svarc-Kardos: A sárkány (1967, 1974) - Kormos István: Bohóc rókák és egyéb mókák (1968, 1981) - Bálint Ágnes: Az elvarázsolt egérkisasszony (1968, 1979, 1982) d - Jurij Karlovics Olesa: A három kövér (1969) d - Szabó-Kardos: Tündér Lala (1969, 1983) - Jékely-Szilágy: A pagodák királya (1970, 1978) - Lifsic-Kicsanova: Az obsitos és a hegyisárkány (1970) d - Garay-Paulini-Harsányi: Háry János (1972, 1978, 1982, 1990) - Swift: Gulliver az óriások földjén (1973, 1983, 1988) d - Tamara Gabbe: Hamupipőke (1974, 1984) d - Priestley-Jékely: Punch és a sárkány (1977) - Jékely Zoltán: Kasperl majombőrben (1977) - Jékely Zoltán: Meglopott tolvajok (1977) - Jékely Zoltán: Petruska házasodik (1977) - Hoffmann: Diótörő (1978, 1980, 1997, 2010) d - Tarbay Ede: Varjúdombi meleghozók (1980, 1984) d - Bródy-Koós: A tűzmadár (1982) - Hegedűs-Tarbay: A csodaszarvas népe (1985) - Fehér Klára: Kaland a Tigris bolygón (1987) d - Jelizaveta Jakovlevna Tarahovszkaja: A csuka parancsára (1987) - Hovhannes Tumanyan: A legyőzhetetlen kiskakas (1987) - William Shakespeare: A vihar (1988) - Benedek András: Hollókirály (1988) - Kormos-Vargha-Tarbay-Balogh: Szabad-e bejönni ide Betlehemmel? (1988) - Szilágyi Dezső: Rámájana (1989) - Kipling: A dzsungel könyve (1991) - Bálint Ágnes: Mazsola és Tádé (2010) |

### Díszlettervezőként
A Színházi Adattárban regisztrált bemutatóinak száma: 62.
- Szilágyi Dezső-Balázs Béla: A fából faragott királyfi (1965)

### Jelmeztervezőként
A Színházi Adattárban regisztrált bemutatóinak száma: 7.
- William Shakespeare: Szentivánéji álom (1958)
- Jevgenyij Lvovics Svarc: Hókirálynő (1963, 1970)
- Carlo Gozzi: A három narancs szerelme (1964)
- Jonathan Swift: Gulliver (2003)

## Filmjei
- Mazsola és Tádé (1969-1973)
- Nocturne (2000)

## Díjai
- Munkácsy Mihály-díj (1959)
- Jászai Mari-díj (1967)
- A Magyar Köztársasági Érdemrend lovagkeresztje (2010)